# Cesar Hanzej
Cesar Hanzej (反正天皇 Hanzej-tenno), znan tudi kot cesar Hanšo, je 18. japonski cesar po tradicionalnem nasledstvu.
Njegovem vladanju ne moremo pripisati točnih datumov, a naj bi po konvencijah vladal med leti 406 in 410.

## Legenda
Hanzei je po mnenju zgodovinarjev kot "legendarni cesar" v 5. stoletju. Vladavina 29. cesarja Kinmeja je prva, ki ji pripisujejo točne in preverljive datume. Konvencionalno sprejeti datumi izhajajo iz časa cesarja Kanmuja, 50. cesarja dinastije Jamato.
Hanzej je sin cesarja Nintokuja in Ivanohime. Bil je brat cesarja Ričuja in njegova izvolitev je obšla njegova sinova. Druge podrobnosti niso preživele.
Njegov dejanski naziv je bil verjetno Sumeramikoto ali Amenošita Širošimesu Okimi (治天下大王, "veliki kralj, ki vlada pod nebom"), saj se naziv tenno pojavi šele v času cesarja Tenmuja in cesarice Džito. Lahko da so ga nazivali z (ヤマト大王/大君 Jamato Okimi, "veliki kralja Jamata").
V Nihongiju je zapisano, da je država v času njegove vladavine uživala mir.
V Kodžikiju je opisan kot zaštračujoča figura, visok okoli 2,75 metra z veliki zobmi. Vladal naj bi iz palače Šibagaki pri Tadžihiju v Kavačiju (današnja Macubara, Osaka). Umrl naj bi v miru v svoji palači.
Kraj njegovega groba ni znan. Cesarja častijo v tradicionalnem spominskem svetišču (misasagi) v Sakaju, Osaka. Ima cesarsko posvečen mavzolej z imenom Mozu no mimihara no kita no misasagi (百舌鳥耳原北陵).

## Družice in otroci
Cesarica: Cunohime (津野媛), hči Oojake no omi Kogoto (大宅臣木事)
- Princesa Kajhime (香火姫皇女)
- Princesa Tuburahime (円皇女)

Otohime (弟媛), mlajša sestra Cunohime
- Princesa Takarahime (財皇女)
- Princ Takabe (高部皇子)